# 青村镇
青村镇，是中华人民共和国上海市奉贤区下辖的一个乡镇级行政单位。面积74.31平方公里。户籍人口4.63万人（2008年）。
當地在隋末唐初時成陆。宋初時形成村莊，當地有一條溪水，得名青溪。清雍正以后，青溪改称青村港。中華民国大陸時期青村成為地名。

## 行政区划
青村镇下辖以下居委会和村委会：
青村镇社区、钱桥社区、光明社区、朱店村、钟家村、姚家村、和中村、岳和村、陶宅村、西吴村、北唐村、李窑村、钱忠村、桃园村、申隆二村、申隆一村、元通村、金王村、吴房村、新张村、花角村、石海村、湾张村、工农村、张弄村、解放村和南星村。